# Frida Rubiner
Frida Abramowna Rubiner, geb. Ichak (auch Ichok) (* 28. April 1879 in Mariampol, Russisches Kaiserreich; † 22. Januar 1952 in Kleinmachnow bei Berlin) war eine Kommunistin sowie Schriftstellerin und Übersetzerin von Werken russischer Kommunisten wie Lenin, Trotzki, Sinowjew oder Bucharin. Einige Veröffentlichungen erschienen auch unter den Pseudonymen Georg Rehberg und Frida Lang.
Sie zählte im Jahr 1918 zu den Mitbegründern der KPD. Von 1911 bis 1920 war sie die Ehefrau von Ludwig Rubiner, einem bekannten Expressionisten. Nachdem sie von 1929 bis 1946 in verschiedenen Funktionen in der Sowjetunion tätig war, lehrte sie bis 1950 als Dekanin der Fakultät Grundfragen des Marxismus-Leninismus an der Parteihochschule Karl Marx in Liebenwalde bzw. Kleinmachnow.

## Leben
Geboren im April 1879 in der jüdischen Familie eines Angestellten, erlernte Frida Ichak nach dem Besuch eines Mädchengymnasiums in Kowno/Kaunas zunächst das Handwerk einer Schneiderin. 1899 schrieb sie sich ab dem Sommersemester an der philosophischen Fakultät der Universität Zürich ein und belegte dabei die Fächer Literatur, Philosophie und Geschichte. Unterbrochen wurde das Studium von einem Semester (Wintersemester 1900) Physik an der Universität Berlin. Nebenbei arbeitete sie dabei weiterhin als Schneiderin. Im Jahr 1903 promovierte sie zum Dr. phil mit der Dissertation Über die Ausnahmestellung der Wärme unter den Energieformen. Einige Quellen sprechen allerdings auch von einem Mathematikstudium. Auch für eine weitere autodidaktische Aneignung von Physikkenntnissen spricht einiges, wie einige Publikationen beweisen.

### Politik und Ehe
Im Jahr 1906 übersiedelte Frida Ichak nach Berlin, wo sie in die SPD eintrat. 1908 zog sie nach Frankfurt am Main. Hier arbeitete sie aktiv in der SPD mit. Im selben Jahr lernte sie den Expressionisten Ludwig Rubiner kennen, der sie 1911 heiratete. Durch ihren Mann kam sie in Kontakt mit der anarchistischen Künstlerszene und lernte unter anderem Lenin kennen, der zu dieser Zeit im Schweizer Exil weilte. Sehr bald half Frida Rubiner ihrem Mann beim Übersetzen russischer Romane, zum Beispiel von Gogol. Aufgrund der Biographie ihres Mannes ist zu vermuten, dass das Paar nicht immer ständig zusammenlebte. Während Frida Rubiner wohl schon 1913 in die Schweiz zurückkehrte, kam ihr Mann erst 1915 in die Schweiz. Frida Rubiner engagierte sich nun verstärkt im Sozialdemokratischen Verein „Eintracht“ Zürich. Während des Krieges übersetzte Frida zusammen mit ihrem Mann unter anderem Werke von Tolstoi. Ein Beweis für die Intensität der politischen Betätigung in der Zeit des Ersten Weltkrieges ist darüber hinaus die Überwachung der Rubiners durch schweizerische und deutsche Behörden. «Als Zentrale der internationalen Revolution kann erachtet werden der Kreis um Rubiner in Zürich», glaubte der deutsche Generalstab. Und die schweizerische Bundesanwaltschaft hielt Frida Rubiner für eine «rabiate Bolschewistin», die sich gern als «Dichtergattin» tarne.

### Kommunistin, Schriftstellerin und Journalistin
Ende 1918 verließen die Rubiners die Schweiz. Man kam somit einer möglichen Ausweisung bevor. (Einige Quellen sehen die Ausreise auch im Zusammenhang mit der Ausweisung der sowjetrussischen Botschaft aus Bern.) Im Februar 1919 reiste sie illegal nach Moskau, um am Gründungskongress der Kommunistischen Internationale als Mitglied der KPD-Delegation unter Führung von Hugo Eberlein teilzunehmen. Danach war sie in bisher nicht genau bekannter Funktion in der Münchner Räterepublik tätig. Dafür wurde sie wegen „Hochverrats“ zu einem Jahr und neun Monaten Festungshaft verurteilt, aus welcher sie allerdings 1920 mit Hilfe einer Kaution der KPD vorzeitig aus dem Strafvollstreckungsgefängnis Stadelheim entlassen wurde. Im selben Jahr starb auch ihr Mann. Von 1920 bis 1922 lebte Frida Rubiner in Wien und war als Redakteurin der Wiener Ausgabe der „Roten Fahne“ tätig. In den Jahren 1922 bis 1924 war sie dann Korrespondentin der Zeitung »Inprekorr« in Moskau und gleichzeitig Mitglied der Parteizelle der KPR(B) beim Exekutivkomitee der Kommunistischen Internationale (EKKI).
Im Jahr 1924 kehrte sie im Auftrag der Partei wieder nach Deutschland zurück, um nun als Redakteurin der „Roten Fahne“ zu arbeiten. Außerdem leistete Frida Rubiner Propagandaarbeit für die KPD-Zentrale, von welcher sie zum ultralinken Flügel gezählt wurde. 1925 war Rubiner Gründungsmitglied der Arbeitsgemeinschaft kommunistischer Schriftsteller. 1928 übernahm Frida Rubiner noch kurzzeitig die Leitung der Reichsparteischule der KPD in Dresden, bevor sie im Sommer 1929 auf eigenen Wunsch in die Sowjetunion zurückkehrte.
Bereits Anfang der 1920er Jahre hatte sie Werke von Trotzki, Bucharin und Radek ins Deutsche übersetzt.

### Jahre in der Sowjetunion
Bevor Rubiner ab November 1929 bis November 1930 Mitarbeiterin in der wissenschaftlichen Abteilung des Marx-Engels-Instituts in Moskau war, unternahm sie im Sommer 1929 eine Schiffsreise entlang der Wolga und anderer Flusssysteme. Ergebnis dieser Reise war ihr Buch Der große Strom. Eine unromantische Wolgafahrt, welches sie 1930 veröffentlichte. Danach wurde sie Instrukteurin der Abteilung Massenagitation des ZK der KPdSU(B). Sie fungierte dabei als Leiterin der politischen Arbeit unter deutschen Arbeitern. Von 1932 bis 1935 war Frida Rubiner in der Presseabteilung des EKKI tätig, um dann von 1936 bis 1939 als Leiterin der Presseabteilung der sowjetischen Literaturagentur zu fungieren. Von 1939 bis 1941 arbeitete sie wiederum als Redakteurin, diesmal im Verlag für fremdsprachige Literatur in Moskau. Von 1941 bis 1945 wirkte Frida Rubiner in der politischen Hauptverwaltung der Roten Armee, 7. Hauptabteilung, als Leiterin des Umschulungsprogramms für deutsche Kriegsgefangene. Nach Kriegsende 1945 arbeitete sie dann zunächst wieder im Verlag für fremdsprachige Literatur in Moskau, bevor sie 1946, wohl auf Anforderung führender deutscher Kommunisten, nach Deutschland zurückkehrte.

### Die letzten Jahre an der Parteihochschule

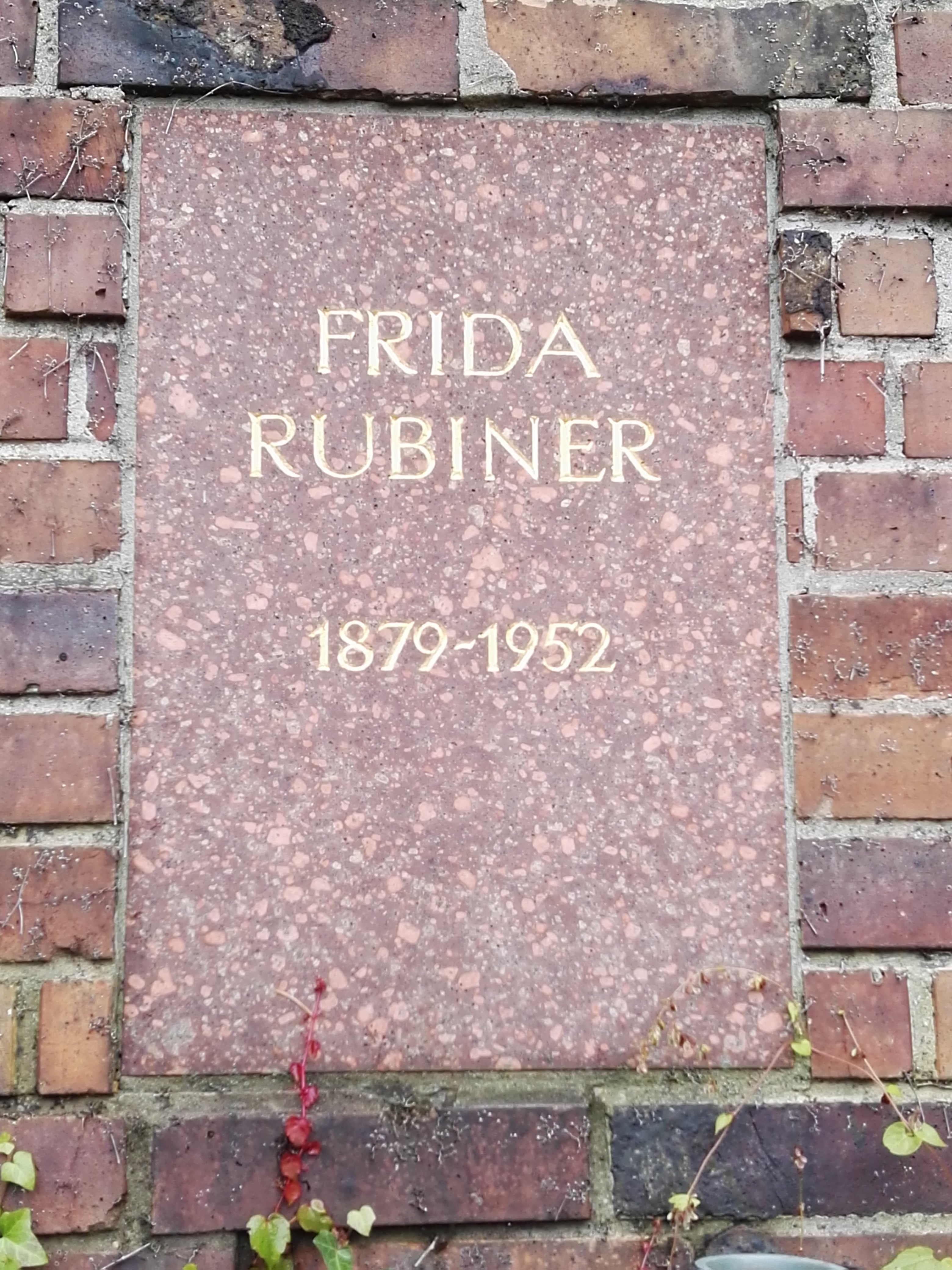
Grabstätte

Hier wurde sie ab Juli 1946 an der Parteihochschule beim ZK der SED in Berlin/Liebenwalde (später Kleinmachnow) als Dekanin der Fakultät Grundfragen des Marxismus-Leninismus eingesetzt. Im Frühjahr 1948 erkrankte sie und kehrte für einige Zeit zur Behandlung nach Moskau zurück. Auch im Jahr 1950 ließ sich Frida Rubiner nach einem Treppensturz, der schwere Verletzungen nach sich zog, in Moskau behandeln. Sie kehrte jedoch wieder nach Kleinmachnow zurück, wo sie im Januar 1952 starb. Frida Rubiners Urne wurde in der Gedenkstätte der Sozialisten auf dem Zentralfriedhof Friedrichsfelde in Berlin-Lichtenberg beigesetzt.
Im Jahr 1949 erhielt sie von der Universität Leipzig den Ehrendoktortitel.

## Schriften
- Der große Strom. Eine unromantische Wolgafahrt (1930)
- Nikolai Bucharin: Die Ökonomik der Transformationsperiode. Übersetzung Dr. Frida Rubiner. Verlag der Kommunistischen Internationale, 1922. (zuerst russisch 1920). Neuauflage Dietz-Verlag, Berlin 1990, ISBN 3-320-01567-2.
- als Georg Rehberg: Hitlers Worte und Hitlers Taten. Verlag für fremdsprachige Literatur, Moskau 1944.